# Museu da Arquitetura Finlandesa
O Museu da Arquitetura Finlandesa (em finlandês: Suomen arkkitehtuurimuseo, em sueco: Finlands arkitekturmuseum) é um museu arquitetônico em Helsinque, na Finlândia. Fundado em 1956, é o segundo museu o mais velho de seu tipo (após o de Moscou) dedicado especificamente à arquitetura. O museu foi fundado com base na coleção fotográfica da Associação Finlandesa de Arquitetos (SAFA), que foi criada em 1949.

## Edifício
O museu está na rua Kasarmikatu em Ullanlinna, alojado em um edifício neoclássico, projetado pelo arquiteto Magnus Schjerfbeck e concluído em 1899. O edifício foi originalmente no uso de uma sociedade científica e da Universidade de Helsinque. O museu assumiu o uso do edifício em 1981, antes disso o museu era abrigado em um antigo pavilhão de madeira no Parque Kaivopuisto. Ocupando o mesmo bloco da cidade que o Museu da Arquitetura está o Museu do Design de Helsinque. Em 1984 foi organizado um concurso de arquitetura para um novo edifício a ser construído no fosso entre os dois edifícios, este os unindo como uma única instituição. A competição foi ganha pelos arquitetos Helin e Siitonen, mas o projeto foi abandonado logo depois, devido à logística e problemas de finanças. O edifício é possuído atualmente pelo Estado da Finlândia através das Propriedades do Senado.

## Coleções
O museu tem grandes coleções de desenhos, fotografias e modelos arquitetônicos. Ele também tem sua própria biblioteca e livraria. O museu organiza exposições sobre a arquitetura finlandesa e estrangeira, bem como turnês no exterior de exposições sobre a arquitetura finlandesa. O museu também publica seus próprios livros.

## Legado
Embora independente da SAFA e da sua revista Arkkitehti (ARK), o museu é visto, juntamente com esses, como a principal influência na promoção contínua da arquitetura moderna na Finlândia. Esta política tem sido promovida vigorosamente no exterior e patrocinada pelo Ministério Finlandês dos Negócios Exteriores e pelo Ministério da Educação.